# 中曽根松五郎
中曽根 松五郎（なかそね まつごろう、1889年（明治22年）1月20日 - 1969年（昭和44年）6月25日）は、日本の商人（材木商）。
上信電鉄社長も務めた。第71-73代内閣総理大臣中曽根康弘の父。文部大臣・科学技術庁長官・外務大臣を歴任した中曽根弘文の祖父、衆議院議員中曽根康隆の曽祖父。

## 来歴・人物
群馬県碓氷郡里見村（現高崎市）に中曾根松五郎（先代）の長男として生まれる。1907年（明治40年）襲名する。
関東有数の材木問屋「古久松」を営んだ。敷地は3ヘクタール（3万平方メートル）もあって、中曽根康弘の学生時代には、働いている職人150人、住み込みの女中が20人ぐらいは常時いたという。康弘の政界入りには当初は反対したが、最終的には「政治家を目指すなら佐倉惣五郎になれ。」と言って政界入りを後押しした。
1966年（昭和41年）春に勲四等瑞宝章を受章。
1969年（昭和44年）没。享年80。

## 家族
猪野三郎監修『第十二版 大衆人事録 北海道、奥羽、関東、中部、外地、満州、支那、海外篇』群馬一一頁によれば、
- 妻・ゆく（中村庄造の妹）
- 長男・吉太郎
- 二男・康弘
- 三男・良介
- 四男・昌吉
- 長女・初子

神一行著『閨閥 改訂新版』176頁によれば、「三男・良介は戦死、四男・昌吉は病死している。」という。

## エピソード
宗教は仏教。趣味は旅行。